# Klokan Parryův
Klokan Parryův (Notamacropus parryi, syn. Macropus parryi) je středně velký klokan z rodu Notamacropus, který se vyskytuje ve středním a jižním Queenslandu a v severovýchodním Novém Jižním Walesu. Typickými poznávacími znaky druhu jsou nápadná kresba v obličeji, dlouhý ocas s černou špičkou a černé přední (horní) tlapy.

## Systematika
Druh popsal anglický zoolog Edward Turner Bennett v roce 1835 jako Macropus parryi. K dalším českým názvům druhu patří klokan dlouhoocasý, klokan Paryův nebo klokan rudoocasý.

## Výskyt
Tento australský endemit se vyskytuje ve středním a jižním Queenslandu a v severovýchodním Novém Jižním Walesu. V jižním Queenslandu se nachází až po západní výběžky Velkého předělového pohoří. Obývá rovinnou i kopcotivější krajinu otevřeného lesa i travnatých savan do 1400 m n. m.

## Popis

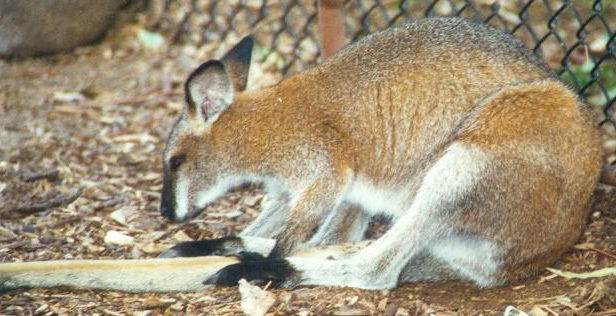
Klokan Parryův s patrnými černými tlapami a konečkem ocasu

Samec měří až 92 cm, jeho ocas je dlouhý 105 cm, váha těla dosahuje 26 kg. Samice měří kolem 75 cm, její ocas je dlouhý až 86 cm a váha těla může být až 15 kg. Svrchní strana těla je našedle hnědá (v létě) až šedá (v zimě), spodina včetně končetin a o ocasu je do běla. Tlapky a konec ocasu jsou černé. Od očí k ústům se vine jasný bílý pruh, který kontrastuje s tmavě hnědým čelem a tmavě hnědou bází uší.

## Biologie
Na rozdíl od řady jiných vačnatců je klokan Parryův denní živočich. Živí se býložravě; pojídá listy, trávu i kapradí. Potravu sbírá hlavně časně z rána, poté se aktivita se vzrůstajícími teplotami postupně snižuje, a opět vzrůstá odpoledne a pokračuje až do noci. Jedná se o sociálního vačnatce, co žije ve skupinách až do 50 jedinců. Tyto skupiny lze typicky rozdělit do menších podskupinek do 10 jedinců.

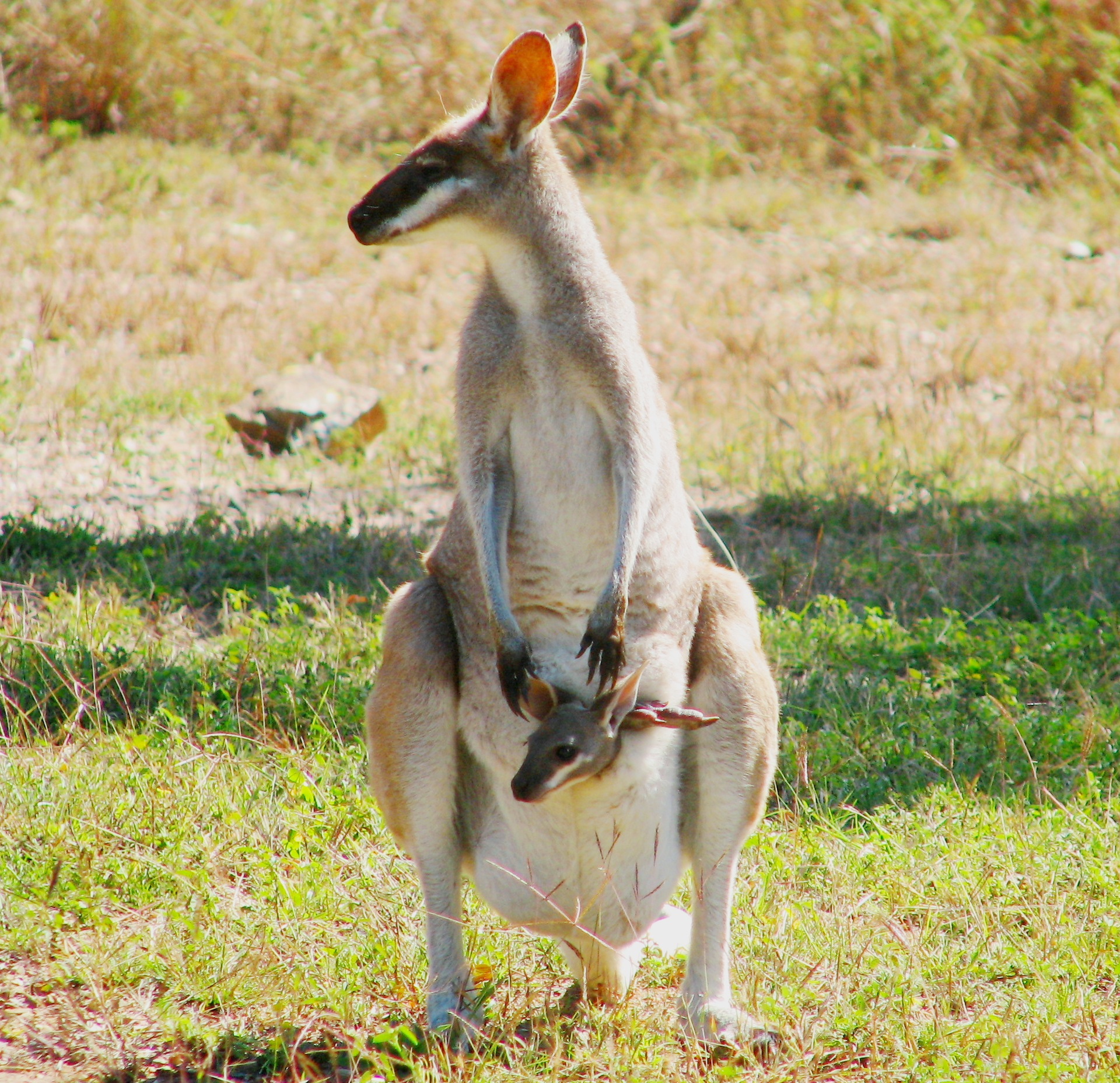
Samice s mládětem ve vaku

### Rozmnožování
Samice dosahují pohlavní dospělosti v 18–24 měsících, samci nejdříve ve 24 měsících. Námluvy zahrnují nadbíhání samici větším počtem samců. Ten dominantní samec poté odhání ostatní samce ritualizovaným chováním, k němuž patří agresivní gesta nebo vytrhávání trsů trávy ze země pomocí předních tlapek. Estrální cyklus trvá 41–44 dní, nicméně ke kopulaci dochází pouze během 1 dne v rámci tohoto cyklu. Doba březosti trvá 34–38 dní, načež samice rodí jedno mládě, které stráví dalších 23 týdnů přisáté k bradavce. Klokaní mládě opouští vak ve věku 37 týdnů, avšak nadále saje mléko až do věku 15 měsíců. Někdy kolem doby odchodu mláděte z vaku se samice znovu páří, avšak embryo ve stadiu blastocysty se nevyvíjí do doby, než starší mládě opustí vak.

## Ohrožení
Druh není v akutním ohrožení, i když úbytek přirozených stanovišť se v minulosti patrně negativně podepsal na jeho početnosti. V některých oblastech dokonce dochází k legálním odlovům pro klokaní maso.